# Chassagny
Chassagny – miejscowość i dawna gmina we Francji, w regionie Owernia-Rodan-Alpy, w departamencie Rodan. W 2013 roku populacja ówczesnej gminy wynosiła 1307 mieszkańców. 
W dniu 1 stycznia 2018 roku z połączenia trzech ówczesnych gmin – Chassagny, Saint-Andéol-le-Château oraz Saint-Jean-de-Touslas – utworzono nową gminę Beauvallon. Siedzibą gminy została miejscowość Saint-Andéol-le-Château.